# Unidos da Ilha do Marduque
Unidos da Ilha do Marduque é uma escola de samba da cidade de Uruguaiana, Rio Grande do Sul, fundada em 13 de janeiro de 1977. Foi campeã oito vezes (1992, 1993, 1994, 1998, 2008, 2009, 2014 e 2018) do Carnaval Uruguaianense.

## História
No início dos anos 70, a nova entrada para a Ponte Internacional prolongou a BR 290, isolando, por uma cerca, o bairro Norte da cidade de Uruguaiana. A população, satirizando o bairro, deu-lhe o nome de Ilha do Marduque, em alusão ao personagem de uma novela de rádio daquela época, conhecido como "O EGÍPCIO", que a Rádio Charrua apresentava com muito sucesso. 
Assim foi o início da Marduque, tendo Jesus Maciel como o primeiro presidente da escola e Ivo Maciel como vice - presidente, formada por um grupo de amigos, que queriam brincar no carnaval. Tem as cores azul e branco e como símbolo um egípcio.
A sua bateria denomina-se Caldeirão, sendo a segunda escola da cidade a apelidar sua bateria, depois apenas da Rouxinóis.
A Escola contava como intérprete oficial, desde 2006, Nêgo, bastante conhecido no Carnaval carioca, onde já interpretou sambas no Império Serrano e na Viradouro. Em 2008, a escola contou com o intérprete Leonardo Bessa, vindo da São Clemente. Em 2012, teve Celino Dias, mas meses depois foi substituído por Wander Pires. A escola também já contou com mestre-sala e porta bandeira de escolas do Rio de Janeiro. 
O enredo de 2008 foi Ilha 2100, uma louca viagem rumo ao futuro, da carnavalesca Rita Maidana , conquistando seu 5º titulo na elite do Carnaval de Uruguaiana.
Em 2009, com o tema A Ilha Guerreira, Canta a África. Mãe de todos os Povos. Axé Minha Mãe!!, conquistou seu 6º titulo na elite do Carnaval Uruguaianense.

## Segmentos

### Presidentes
| Nome                | Mandato                      | Ref.        |
| ------------------- | ---------------------------- | ----------- |
| Daniela Sitya Carús | Abril de 2013 - maio de 2015 | [ 6 ]       |
| Leandro Collazzo    | maio de 2015 - atualidade    | [ 7 ] [ 8 ] |

### Diretores
| Ano       | Diretor de Carnaval          | Diretor de harmonia | Mestre de bateria | Ref.  |
| --------- | ---------------------------- | ------------------- | ----------------- | ----- |
| 2014-2015 | Maicon Rafael e Saulo Tinoco | Saulo Tinoco        | Zeca Garcia       | [ 9 ] |
| 2016      | Maicon Rafael e Saulo Tinoco |                     | Zeca Garcia       | [ 8 ] |

### Coreógrafos
| Ano  | Nome           | Ref.  |
| ---- | -------------- | ----- |
| 2014 | Renato da Rosa |       |
| 2015 | Marta Silveira | [ 9 ] |
| 2016 | Martha Jamaica | [ 8 ] |

### Mestre-sala e Porta-bandeira
| Ano  | Nome                            | Ref.   |
| ---- | ------------------------------- | ------ |
| 2014 | Phelipe Lemos e Rafaela Teodoro | [ 10 ] |
| 2015 | Betão e Alexandra               | [ 9 ]  |
| 2016 | Caio e Ana Marilda              | [ 8 ]  |

### Corte de Bateria
| Ano  | Rainha           | Madrinha        | Ref.   |
| ---- | ---------------- | --------------- | ------ |
| 2014 | Vanessa Monteiro |                 | [ 11 ] |
| 2015 | Vanessa Monteiro |                 | [ 9 ]  |
| 2016 | Vanessa Monteiro | Andressa da Luz | [ 8 ]  |

## Carnavais
| Ano                                   | Colocação    | Grupo    | Enredo                                                                          | Carnavalesco                          | Intéprete      | Ref.                 |
| ------------------------------------- | ------------ | -------- | ------------------------------------------------------------------------------- | ------------------------------------- | -------------- | -------------------- |
| 1979                                  |              |          | Riquezas do Brasil.                                                             |                                       |                | [ 1 ]                |
| 1980                                  |              |          | Ismália-Inspiração de um poeta.                                                 |                                       |                | [ 1 ]                |
| 1981                                  |              |          | Nosso café.                                                                     |                                       |                | [ 1 ]                |
| 1982                                  |              |          | Os deuses e a oitava maravilha.                                                 |                                       |                | [ 1 ]                |
| 1983                                  |              |          | Da Magia de uma novela ao pseudônimo Ilha do Marduque.                          |                                       |                | [ 1 ]                |
| 1984                                  |              |          | Os loucos dos anos 20.                                                          |                                       |                | [ 1 ]                |
| 1985                                  |              |          | A Lenda do Uru-Aay- O rio dos pássaros.                                         |                                       |                | [ 1 ]                |
| 1986                                  |              |          | Brasil, Brasil, Brasil.                                                         |                                       |                | [ 1 ]                |
| 1987                                  |              |          | O admirável mundo dos sonhos.                                                   |                                       |                | [ 1 ]                |
| 1988                                  | Não Desfilou |          |                                                                                 |                                       |                | [ 1 ]                |
| 1989                                  |              |          | Exaltação aos cem anos da República.                                            |                                       |                | [ 1 ]                |
| Não ocorreram desfiles em 1990 e 1991 |              |          |                                                                                 |                                       |                |                      |
| 1992                                  | Campeã       | 1º       | No reino da utopia.                                                             |                                       |                | [ 1 ]                |
| 1993                                  | Campeã       | 1º       | Poderá ser assim                                                                |                                       |                | [ 1 ]                |
| 1994                                  | Campeã       | 1º       | Da estopa ao auge do brilho                                                     |                                       |                | [ 1 ]                |
| 1995                                  | 4º lugar     | 1º       | O universo das cores                                                            |                                       |                |                      |
| 1996                                  |              | 1º       | A Salamanca do Jarau                                                            |                                       |                | [ 1 ]                |
| Não ocorreram desfiles em 1997        |              |          |                                                                                 |                                       |                |                      |
| 1998                                  | Campeã       | 1º       | O que há com o Oriza Sativa?                                                    |                                       |                | [ 1 ]                |
| 1999                                  | Vice-campeã  | 1º       | De fio em fio se mata o frio                                                    |                                       |                | [ 1 ]                |
| 2000                                  |              | 1º       | O marco majestático da Socyalite                                                |                                       |                | [ 1 ]                |
| 2001                                  | Vice-campeã  | 1º       | Iemanjá, a deusa do mar e seus encantos                                         |                                       |                | [ 1 ]                |
| 2002                                  | 3º lugar     | 1º       | Lua, a dama da noite no Jubileu de Prata                                        |                                       |                | [ 12 ]               |
| 2003                                  | 3º lugar     | 1º       | Na alquimia dos egípcios, os quatro elementos                                   |                                       |                | [ 1 ]                |
| 2004                                  | 5º lugar     | 1º       | No sonho de momo, o encontro da oitava maravilha do mundo. (O carnaval)         |                                       |                | [ 1 ]                |
| 2005                                  | Vice-campeã  | 1º       | Água: preservar é viver                                                         | Rita Maidana                          |                | [ 1 ]                |
| 2006                                  | Vice-campeã  | 1º       | Na luta do bem contra o mal, a esperança de um futuro melhor                    |                                       |                | [ 1 ]                |
| 2007                                  | 3º lugar     | 1º       | Brasilidade, um estado de espírito, um sentimento de amor.                      | Rita Maidana                          |                | [ 1 ]                |
| 2008                                  | Campeã       | 1º       | Ilha 2100. Uma Louca Viagem Rumo ao Futuro                                      | Rita Maidana                          | Leonardo Bessa | [ 1 ]                |
| 2009                                  | Campeã       | 1º       | A Ilha Guerreira, Canta a África. Mãe de todos os Povos. Axé Minha Mãe !        | Rita Maidana                          | Leonardo Bessa | [ 1 ]                |
| 2010                                  | Vice-campeã  | 1º       | Maktub... Minha sorte escrita nas estrelas                                      | Rita Maidana                          | Leonardo Bessa |                      |
| 2011                                  | 4º lugar     | 1º       | O Sonho do Beija-Flor                                                           | Rita Maidana e Bira                   |                | [ 13 ]               |
| 2012                                  | 4º lugar     | 1º       | Franciscos... Carinhosamente “Chicos”. Orgulhosamente Brasileiros!              | Aluísio Rocha                         |                | [ 14 ]               |
| 2013                                  | Vice-campeã  | Especial | Raízes                                                                          | Jéferson Lima, Leandro Barboza, Zumar | Igor Sorriso   | [ 15 ] [ 16 ] [ 17 ] |
| 2014                                  | Campeã       | Especial | Terra, Vida e Esperança                                                         | Jéferson Lima e Leandro Barboza       | Igor Sorriso   | [ 18 ] [ 19 ]        |
| 2015                                  | Vice-campeã  | Especial | A Missa dos Quilombos                                                           | Jéferson Lima e Leandro Barboza       | Igor Sorriso   | [ 20 ] [ 21 ] [ 9 ]  |
| 2016                                  | 3º lugar     | Especial | A Dança das Almas                                                               | Jéferson Lima e Leandro Barboza       | Igor Sorriso   | [ 22 ] [ 8 ] [ 23 ]  |
| 2017                                  | 4º lugar     | Especial | Fé e Ritual: 40 Anos de Devoção ao Carnaval.                                    | Leandro Barboza                       | Igor Sorriso   | [ 24 ] [ 25 ]        |
| 2018                                  | Campeã       | Especial | Liberté, Egalité et Fraternité - O Povo Conta Sua História                      | Leandro Barboza                       | Igor Sorriso   | [ 26 ] [ 27 ]        |
| 2019                                  | Vice-campeã  | Especial | Marduque em Cartaz - É de Cinema o Nosso Carnaval                               | Leandro Barboza                       | Igor Sorriso   | [ 28 ] [ 29 ]        |
| 2020                                  | Vice-campeã  | Especial | Ilha da Magia                                                                   | Jéferson Lima                         | Igor Sorriso   | [ 30 ] [ 31 ]        |
| Não ocorreram desfiles em 2021 e 2022 |              |          |                                                                                 |                                       |                |                      |
| 2023                                  | Vice-campeã  | Especial | A Grande Obra da Criação: Ancestralidade que Ecoa nos Tambores Sagrados da Ilha | Cid Carvalho                          | Igor Sorriso   | [ 33 ] [ 34 ]        |
| 2024                                  | Vice-campeã  | Especial | Olokum e a Santíssima Trindade do Samba                                         | Sidney Franca                         | Igor Sorriso   | [ 35 ]               |
| 2025                                  | Vice-campeã  | Especial | Mais Uma Estrela Só Depende de Nós                                              | Jéferson Lima                         | Igor Sorriso   |                      |

## Títulos
| Títulos da Ilha do Marduque | Títulos da Ilha do Marduque | Títulos da Ilha do Marduque                     |
| --------------------------- | --------------------------- | ----------------------------------------------- |
| Divisão                     | Títulos                     | Carnavais                                       |
| Grupo Especial              | 8                           | 1992, 1993, 1994, 1998, 2008, 2009, 2014 e 2018 |